# Кулики (Лебединский район)
Кулики (укр. Кулики) — село,
Курганский сельский совет,
Лебединский район,
Сумская область,
Украина.
Код КОАТУУ — 5922985202. Население по переписи 2001 года составляло 57 человек .

## Географическое положение
Село Кулики находится на левом берегу реки Псёл,
выше по течению на расстоянии в 5,5 км расположено село Токари (Лебединский городской совет),
ниже по течению на расстоянии в 8 км расположено село Барабашовка,
на противоположном берегу — сёла Курган и Михайловка.
Река в этом месте извилистая, образует лиманы, старицы и заболоченные озёра.
К селу примыкает большой лесной массив (сосна).
Рядом проходит автомобильная дорога Т-1918.